# Johann Wilhelm Christian Brühl
Johann Wilhelm Christian Brühl (* 25. Dezember 1757 in Weimar; † 7. September 1806, anderes Datum 6. September 1806, in Marburg) war ein deutscher Mediziner und Hochschullehrer.

## Leben
Johann Wilhelm Christian Brühl war der Sohn des Hof-Stuckateurs Johann Michael Brühl und dessen Ehefrau Christine Dorothea (geb. Werner).
Nach einem Umzug der Familie nach Kassel erhielt er erst Unterricht von Privatlehrern, bevor er das Pädagogium und das dortige Collegium Carolinum besuchte; er war unter anderem ein Schüler von Johann Matthias Matsko in Mathematik und Astronomie, Johann Gottlieb Stegmann in Logik, Metaphysik und Physik, Christian Konrad Wilhelm von Dohm in Statistik und Kameralwissenschaft, Carl Prizier (1726–1781) in Chemie und Mineralogie, Johann Jacob Huber in Anatomie und Knochenlehre, Georg Wilhelm Stein in Wundarznei und Christoph Heinrich Böttger (1737–1781) in Kräuterkunde; bei Dietrich Tiedemann hörte er über Horaz und bei Justus Friedrich Runde über Tacitus de moribus Germanorum.
Er studierte ab 1777 an der Universität Göttingen Medizin und hörte Vorlesungen bei Heinrich August Wrisberg und Johann Friedrich Blumenbach in Naturgeschichte und Osteologie, der aber auch besonderen Wert auf die Ausbildung als Geburtshelfer gelegt hatte; bei Johan Andreas Murray hörte er Vorlesungen zu Pharmazie, Arzneikunde und Kinderkrankheiten, bei Johann Friedrich Gmelin zu theoretische und Experimental-Chemie, bei Ernst Johann Friedrich Stromeyer (1750–1830) über Pathologie, bei Ernst Gottfried Baldinger über Semiotik, bei August Gottlieb Richter zu Heilkunde und Wundarznei, Georg Christoph Lichtenberg vermittelte in physikalischen Versuchen und beim Bibliothekssekretär Eberhard Gottlob Glandorf (1750–1794) erlernte er die englische Sprache. Eine weitere einjährige Ausbildung erhielt er im Accouchier-Hospital zum Kreuz.
Er promovierte mit seiner Inaugural-Dissertation de pabulo vitae am 10. Juli 1781 an der Universität Marburg zum Dr. med. und praktizierte anschließend als Arzt und Geburtshelfer in Kassel, nachdem er dort eine weitere Ausbildung bei Georg Wilhelm Stein erhalten hatte und im dortigen Accouchier- und Waisenhaus tätig war.
Am 10. September 1784 wurde er Prosektor am Anatomischen Theater in Kassel, bevor er am 18. Februar 1785 als ordentlicher Professor der Medizin an die Medizinische Fakultät des Collegium Carolinum in Kassel berufen wurde.
Zum Sommersemester 1786 wurde er als ordentlicher Professor der Medizin, Prosektor der Anatomie und auch Professor der Pathologie an die Universität Marburg berufen, nachdem Wilhelm IX. beschlossen hatte, die Hälfte der Kasseler Dozenten an die Universität Marburg zu versetzen; seine Antrittsvorlesung hielt er am 15. August 1785; dazu wurde er am 24. Januar 1786 auch ordentlicher Professor der Entbindungskunst; seine Antrittsvorlesung erfolgte am 6. Mai 1786. In der Zeit von 1786 bis 1806 hielt er Vorlesungen zu Anatomie, Physiologie und Entbindungskunst.
1791 und 1796 war er Dekan der Medizinischen Fakultät und 1794 Prorektor der Universität Marburg.
Zu seinen Studenten gehörten unter anderem Johann Adam Braun und Friedrich Tiedemann, den er auch besonders förderte.
Er wurde am 25. Oktober 1803 Direktor des Accouchierinstituts und 1804 alleiniger Direktor des Anatomischen Instituts, dazu führte er eine Zeit lang ein Privathospital hospital des accouchements.
Seit dem 25. März 1787 war er mit Amalie Elisabeth Susanne (* 7. November 1770 in Marburg), Tochter des Orientalisten Johann Wilhelm Schröder verheiratet.

## Schriften (Auswahl)
- De pabulo vitae ceu de materia, cui cum animalia, tum vegetabilia vitam debent ac nutritionem. Marburg 1781.
- De generaliori temperamentorum doctrina pauca disseruntur. Marburg 1795.